# Junkers Ju 290
Junkers Ju 290 byl dálkový čtyřmotorový transportní, bombardovací a námořní průzkumný letoun používaný Luftwaffe během druhé světové války.

## Vývoj
Junkers Ju 290 byl nepřímým pokračovatelem dopravního letounu Junkers Ju 90 upraveným pro vojenské účely.
V létě roku 1942 byl dohotoven první prototyp Ju 290, který vznikl úpravou stroje Ju 90 V11 (Werk-Nr.900007). Úpravy se týkaly zejména křídla, které mělo zvětšené rozpětí o 2 m, kýlovky a bočních okének, jejichž tvar byl změněn z kruhových na obdélníkový. Stroj byl označen Ju 290 V1 (BD+TX) a jeho letové zkoušky započaly v srpnu 1942.
Již v říjnu téhož roku byl v závodech v Bernburgu dokončen první předvýrobní stroj Ju 290 A-0 (Werk-Nr.0150), poháněný hvězdicovými motory BMW 801 L o vzletovém výkonu 1176 kW. Druhý letoun varianty A-0 následovalo pět sériových Ju 290 A-1 (Werk-Nr.0152-0156), které byly řešeny jako těžké transportní letouny vybavené nákladovou rampou v ocase. Obrannou výzbroj tvořil kulomet MG 131 ráže 13 mm umístěný v zadní části podtrupové gondoly a kanóny MG 151 ráže 20 mm ve střelecké věži v přední části trupu a ve střelištích v přední části trupové gondoly a v ocasní části letounu.
Výroba a další vývoj typu Ju 290 se soustředila v závodech Letov v Praze, kde byly od roku 1942 stavěny bojové verze počínaje verzí Ju 290 A-2 (Werk-Nr.0157-0159) , která nesla vyhledávací radar FuG 200 Hohentwiel a byly vybaveny druhou hřbetní střeleckou věží s kanónem MG 151. První vyrobený stroj byl následně předán do Erprobungsstelle Rechlin.
Záměna zadní věže HDL 151 za věž firmy Focke-Wulf s kanónem MG 151 ráže 20 mm vedla k variantě A-3 (Werk-Nr.0160-0162). Poslední dva ze tří postavených strojů byly poháněny motory BMW 801 D o vzletovém výkonu 1250 kW.
Pět vyrobených Ju 290 A-4 (Werk-Nr.0165-0169) se od předešlého typu lišilo pouze tím, že rovněž přední hřbetní střelecká věž byla nahrazena věží firmy Focke-Wulf.
Ju 290 A-5 byl vybaven samosvornými palivovými nádržemi a přídavným pancéřováním sedaček prvního i druhého pilota. Ve střelišti v zadní části podtrupové gondoly byl místo kulometu MG 131 instalován kanón MG 151 a posádka byla rozšířena ze sedmi na devět osob. Celkem bylo vyrobeno 11 kusů varianty A-5 (Werk-Nr.0170-0180).
Na jaře 1944 byly zahájeny letové zkoušky prototypu průzkumné-bombardovací varianty Ju 290 A-7 (Werk-Nr.0181). Vyznačoval se novou prosklenou přídí, kde byl umístěn kanón MG 151 a dvěma hřbetními střeleckými věžemi s kanónem MG 151. Celková produkce dosáhla 13 exemplářů, z nichž jeden po válce ukořistili Američané.
Z deseti objednaných Ju 290 A-8 byly dokončeny pouze dva (Werk-Nr.0211 a 0212). Nesl čtyři hydraulicky ovládané věže, z nichž každá byla vyzbrojena kanónem MG 151. Stejná hlavňová výzbroj se nacházela v prosklené přídi trupu, v přední části podtrupové gondoly a po jednom v bočních oknech. V zadní části gondoly se nacházel kulomet MG 131 a v ocasním střelišti pak opět dvojice MG 151.
Tři vyrobené letouny Ju 290 A-9 (Werk-Nr.0182 až 0184) měly prodloužený dolet a byly určeny k průzkumu. Zvýšení hmotnosti způsobené větším množstvím neseného paliva bylo vykompenzováno odstraněním části výzbroje.
Prototyp Ju 290 B-1 byl dokončen v létě 1944, nenesl žádnou výzbroj a byl používán ke zkouškám.

## Operační nasazení

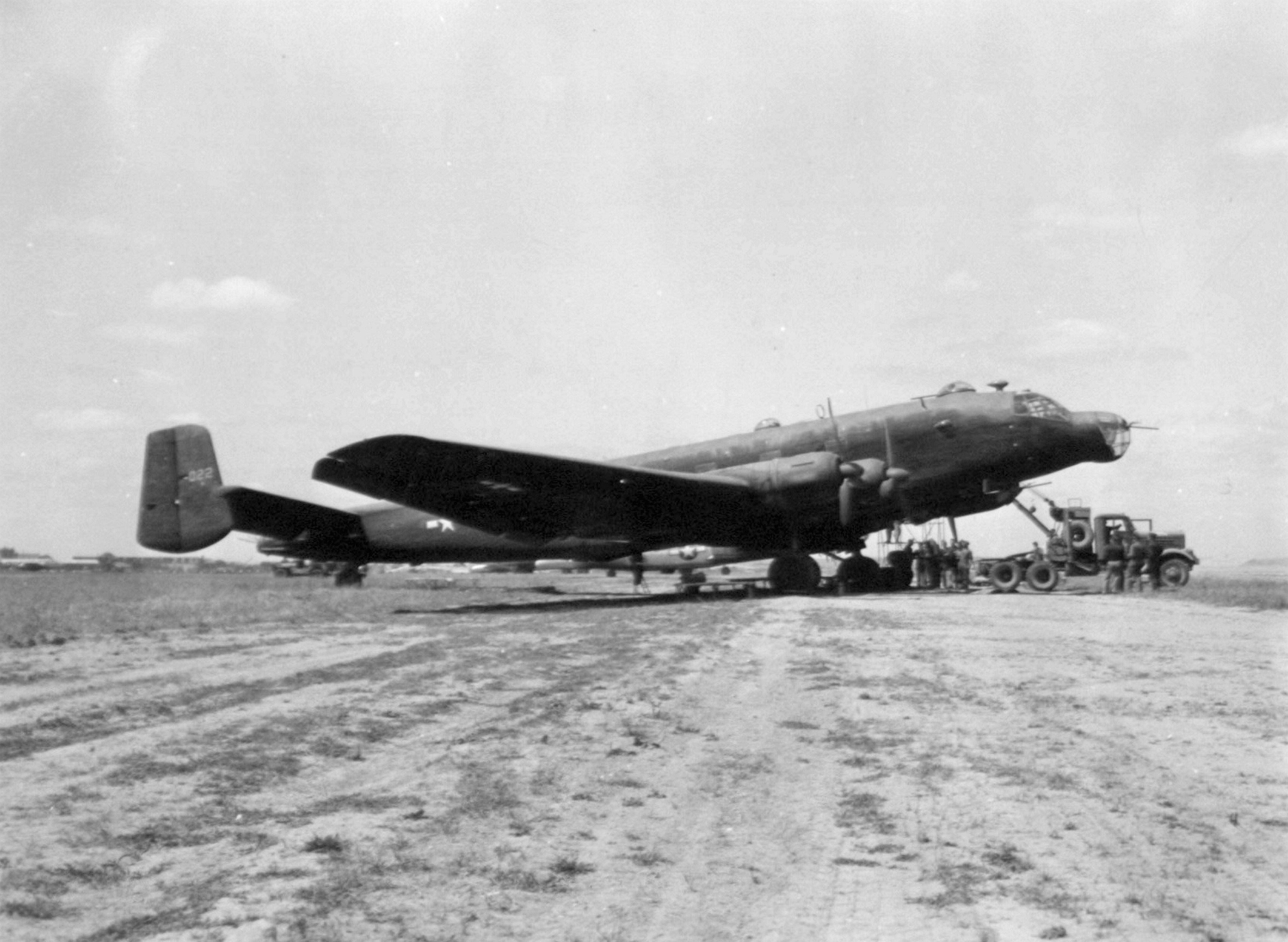
Junkers Ju 290 po skončení války s americkým značením

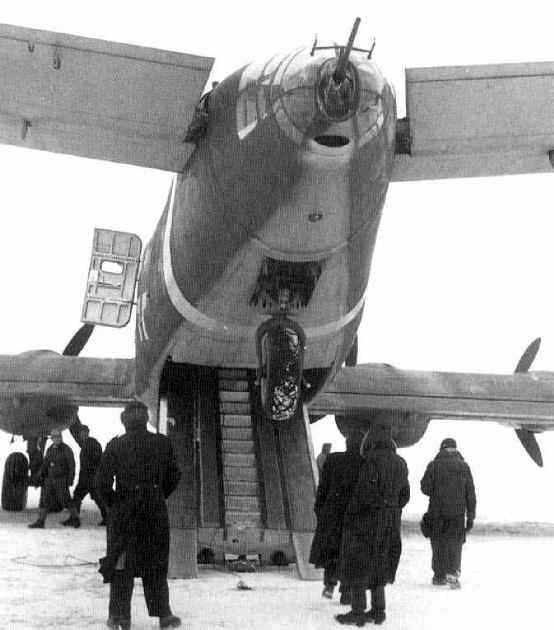
Zadní pohled na otevřenou nákladovou rampu transportní verze Ju 290

Německá armáda narazila v zimě 1941 na problém zásobování jednotek, které pronikly hluboko na území Sovětského svazu a vzdálily se tak pozemním zásobovacím základnám. Možným řešením problému bylo upravení civilního čtyřmotorového letounu Junkers Ju 90 na vojenský transportní letoun pod označením Ju 290. Ju 290 V1 a jeden z předvýrobních Ju 290 A-0 byly v lednu 1943 nasazeny na východní frontě, kde prováděly letecké zásobování Paulusovy 6. armády v obleženém Stalingradu. První let provedly 10. ledna 1943 a o tři dny později havaroval první prototyp při startu s raněnými do Německa. Druhý ze strojů byl poškozen při útoku sovětské stíhačky LaGG-3.
Dne 2. ledna 1943 byla na letišti Tempelhof pod velením Hauptmana Brauna zformována nová jednotka Viermotorige-Transportstaffel, záhy přejmenovaná na Luftransportstaffel 290. Její letouny setrvaly do března 1943 v Berlíně pod přímým velením vrchního velitele vzdušné přepravy. Později byly odeslány do Grosseta v Itálii, kde působily pod operačním velením velitele vzdušné přepravy oblasti Středozemního moře a zásobovaly německé jednotky v Tunisu, na Sardinii a na Korsice. Oba dva Junkersy Ju 290 A, které měla LTS 290 ve výzbroji, však v dubnu 1943 zničili spojenci, takže jí zůstaly jen stroje Ju 90, Junkers Ju 252 V5 a jeden Focke-Wulf Fw 200 B. Jednotka proto byla přejmenována na Transport-Fliegerstaffel 5.
Mezitím se vystupňovala potřeba námořního hlídkového letounu s dlouhým doletem pro vyhledávání zásobovacích konvojů spojenců. Verze Ju 290 A-2 nesla vyhledávací radar typu FuG 200 Hohentwiel měla akční rádius kolem 3000 km a mohla zůstat ve vzduch přibližně 20 hodin. Pro hlídkové úkoly se výborně hodila a brzy začala u bojových útvarů Luftwaffe nahrazovat Focke-Wulf Fw 200 Condor. Postupně bylo dokončeno pouze 65 strojů ve všech verzích, ovšem nikdy nebylo zároveň v činné službě více než 20 z nich. První série letadel nesly kamufláž RLM 65/70/71, stroje určené pro námořní hlídkovou službu nátěr RLM 65/72/73.
Letouny A-2 a A-3 zahájily operační činnost 15. října 1943 v rámci jednotky FAGr.5 v Mont de Marsan jižně od Bordeaux. Druhá letka této skupiny byla vytvořena o měsíc později a obě operovaly nad Atlantikem. Na jaře 1944 byly skupině přiděleny první stroje varianty A-5. FAGr.5 ukončila operační činnost v srpnu 1944 a její Ju 290 byly převeleny k transportnímu letectvu nebo k I./KG 200.
Pozdější verze letadla vykazovaly velmi slibné vlastnosti, větší dolet, těžší výzbroj a možnost nést protilodní řízené střely.
Jediný Ju 290 A-6 (Werk-Nr.0185) byl původně postaven jako soukromé dopravní letadlo pro Adolfa Hitlera. Měl přetlakovou kabinu a mohl nést až 50 cestujících. Tento letoun byl zařazen k I/KG200 ve Finsterwalde.
Po třech strojích Junkers Ju 290 A-5 vlastnil německý přepravce Lufthansa, který je využíval pro noční letecké spojení Berlín–Barcelona, letiště Muntadas.
Velký dolet Ju 290 ho činil skvělým kandidátem pro projekt transatlantického bombardéru a prototypy odvozené verze s ještě větším doletem byly vyvíjeny pod označením Junkers Ju 390. Po pro Německo nepříznivém vývoji válečných operací, kdy Luftwaffe ztratila výhodné základny v západní Francii byl v říjnu 1944 projekt Ju 390 zastaven.
Několik strojů Ju 290 přečkalo válku. Spojenci využili minimálně tři kusy. Jeden připadl Spojeným státům (Ju 290 A-4 výrobního čísla 0165 s baňatým nosem z Letovu a radarem FuG 203) byl využíván k nočním operacím a spodní plochy měl natřeny černou barvou. Britové obdrželi ke zkouškám dva letouny.
Ju 290 A-5 (Werk-Nr.0178, D-AIIR) získalo Španělsko během posledního oficiálního letu Lufthansy 24. března 1945, kdy pilot letoun nedobrzdil a přejel konec přistávací dráhy. V Barceloně zůstal poškozený do konce války a v roce 1947 ho ve dražbě koupil Heliodor Elorrieta z Bilbaa. Nový vlastník A-5 opravil a v prosinci jej pilot společnosti Iberia Teodosio Pompo opět zalétal. O několik dnů později uskutečnil přelet do Madridu. 29. dubna 1950 se novým majitelem stalo španělské vojenské letectvo Ejército del Aire. Stroj (evidenční označení 74-23) byl využíván k výcviku posádek ve Vyšší letecké škole letecké akademie v Matacánu; ze služby byl stažen pro nedostatek náhradních dílů v létě 1952.
Jeden letoun Ju 290 byl v srpnu 1946 dokončen v továrně Letov jako civilní dopravní Letov L-290 Orel s využitím součástek určených pro prototyp Ju 290 B-2 a rozestavěného exempláře Ju 290 A-8 (Werk-Nr.0212). V roce 1956 byl sešrotován.

## Mýtus o letu do Japonska

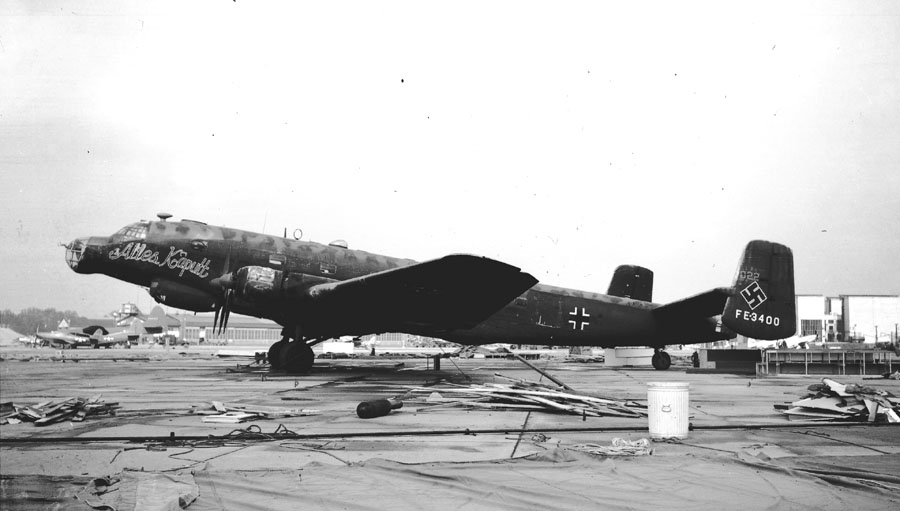
Junkers Ju-290 A-5

Po invazi německých vojsk do Sovětského svazu v červnu 1941 bylo uzavřeno přímé spojení Německa a Japonska, jež bylo nadále možné jen nebezpečnou a dlouhou cestou pomocí lodí a ponorek. Proto bylo v plánu obě mocnosti Osy spojit pomocí letadel Luftwaffe modifikovaných na extrémně dlouhý dolet. Polní maršál Erhard Milch nechal zpracovat studii proveditelnosti pro takové lety. Bylo zvažováno několik tras včetně Němci okupovaného Ruska a Bulharska. Nakonec bylo jako optimální místo vybráno Nautsi poblíž jezera Inari v severním Finsku, plán letu byl letět podél Severního ledového oceánu, poté přes východní Sibiř do Mandžuska k dotankování pro let do samotného Japonska. Přes teoretickou zvládnutelnost se mělo jednat o let zvláště náročný a nebezpečný.
V roce 1943 byl pro tyto lety vybrán stroj Ju 290 a testy začaly v březnu 1943 na letounu typu Ju 290 A-5 (výrobní číslo 0170, KR+LA) naloženého 45 tunami paliva a nákladu. Tři Ju 290 A-9 (výrobní čísla 0182, 0183 a 0185) byly přebudovány pro dálkové lety v továrně Junkers rovněž v březnu 1943. Žádný let se však neuskutečnil a plán byl nakonec odložen na neurčito poté, co Japonci tento postup odmítli, neboť nechtěli provokovat SSSR (s nímž měli uzavřen pakt o neútočení) přeletem jeho sibiřského území, a tři letouny byly předány KG 200. 0182 byl ztracen v akci v Rusku, 0183 byl zničen v Travemünde a 0185 byl vyhodnocen jako neopravitelný po misi v Rusku, vše v průběhu roku 1944.
Práce na letech do Japonska byly obnoveny v prosinci 1944, hlavně kvůli potřebě přepravit generála Luftwaffe Ulricha Kesslera do Japonska jako náhradu za německého atašé v Tokyu. Ju 290 A-3, č. 0163, byl přelétnut do Travemünde k nezbytným modifikacím, ale práce se zpožďovaly, a tak bylo nakonec rozhodnuto Kesslera poslat ponorkou U 234. Letadlo bylo zničeno 3. května 1945 při příchodu britských jednotek.
Do povědomí odborné i laické veřejnosti se rozšířil mýtus o tom, že byl přece jen nějaký let Ju 290 do Japonska během druhé světové války uskutečněn. Vzniknout mu dala dezinformace podaná zajatým německým mechanikem jménem Wolf Baumgart. Nicméně výzkum Gunthera Otta, hlavního znalce tohoto typu, který sestavil kompletní osudy všech kusů těchto dálkových letounů, nepotvrdil, že by se nějaký let uskutečnil.
Přestože byl mýtus vyvrácen, dostal se i do české odborné literatury, například do publikace Václava Němečka "Vojenská letadla 3", kde přímo uvádí, že tři Ju 290 s přídavnými palivovými nádržemi vykonaly let do Mandžuska bez mezipřistání a umožnily tak výměnu důležitých technických informací a vzácných surovin se spřáteleným Japonskem.
Nicméně, husarský kousek v podobě dálkového letu do Japonska přes území SSSR se povedl Italům na letounu Savoia-Marchetti SM.75 v polovině roku 1942.

## Uživatelé
- Luftwaffe
- Lufthansa
- Československé státní aerolinie provozovaly poválečný Letov L-290 Orel na civilních linkách.
- Španělské vzdušné síly provozovaly po válce jeden stroj Luftwaffe.

## Specifikace (Ju 290 A-5)

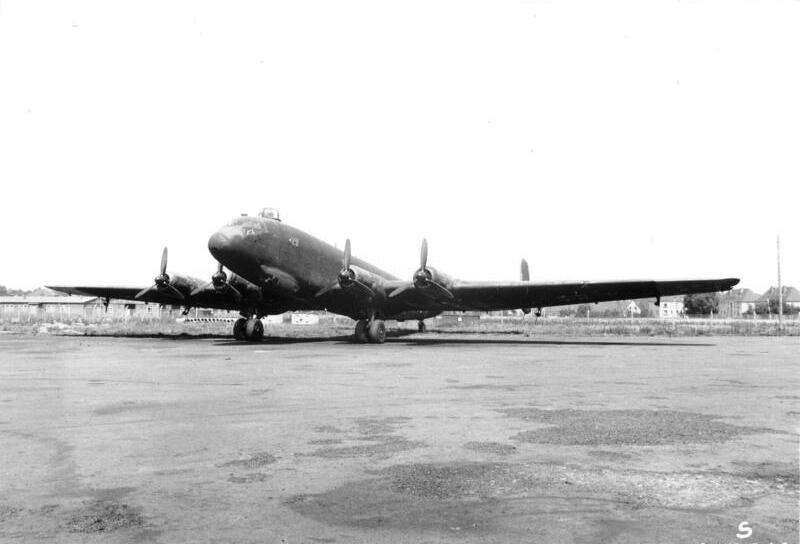
Junkers Ju 290 A-3

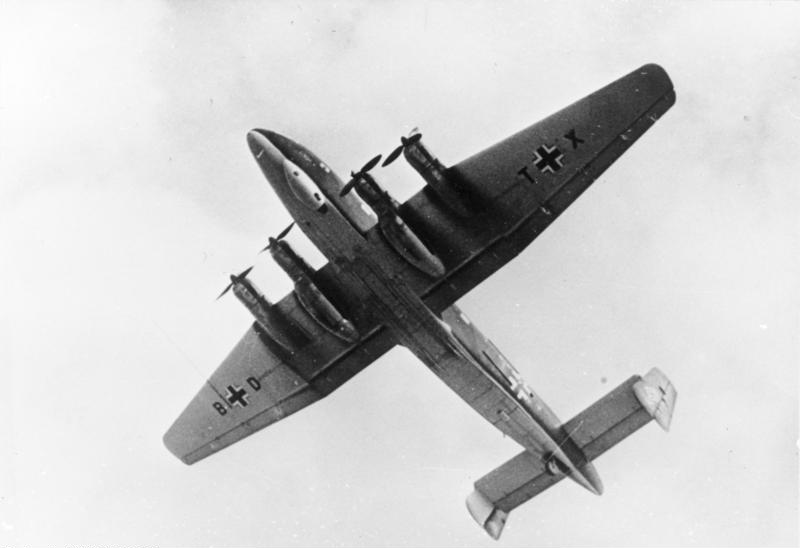
Junkers Ju 290 V1

### Technické údaje
- Osádka:
- Rozpětí: 42 m
- Délka: 28,64 m
- Výška: 6,83 m
- Hmotnost prázdného letounu: 33 005 kg
- Max. vzletová hmotnost: 44 970 kg
- Pohonná jednotka: 4 × hvězdicový vzduchem chlazený motor BMW 801
  - Výkon motoru: 1 730 k (1272 kW)

### Výkony
- Max. rychlost: 440 km/h
- Dostup: 6000 m
- Dolet: 6150 km

### Výzbroj
- 6 × kanón MG 151/20 ráže 20 mm ve střeleckých věžích a ocasním střelišti
- 1 × kulomet MG 131 ráže 13 mm v gondole

### Avionika
- radar FuG 200 Hohentwiel